# Orde van Culturele Verdienste (Japan)
De Orde van Culturele Verdienste (Japans: 文化勲章, bunka kunshō) werd op 11 februari 1937 door de Showa-keizer (Hirohito) gesticht. Deze Ridderorde wordt eenmaal per jaar op de derde van november door de  Japanse keizer persoonlijk uitgereikt en heeft een enkele klasse. De onderscheiden schrijvers, andere kunstenaars en onderzoekers ontvangen ook een pensioen en de titel "Levend Monument van de Cultuur".

## De versierselen van de Orde
Het kleinood is een gouden mandarijnenbloem met witte email. Op het centrale medaillon staan drie  "magatama" of juwelen van jade afgebeeld. De mandarijnenboom is een toepasselijk ornament omdat deze boom in Japan het symbool van de eeuwigheid is. De boom verwijst hier naar de "eeuwige roem". Als verhoging wordt een gouden en emaillen krans van mandarijnenbladeren en vruchten gedragen en het lint is purperrood.  
Men draagt deze Orde, die in rang tussen het grootkruis van de Orde van de Heilige Schatten en de IIe Klasse of Grootofficier van de Orde van de Rijzende Zon is geklasseerd, aan een lint om de hals.

## Winnaars
- Yoshio Nishina, natuurkundige